# Brunssum
Brunssum (en limburgués: Broen(s)sem) es un municipio de la provincia de Limburgo en los Países Bajos.
Brunssum fue un centro de minería de carbón hasta 1973.
El municipio de Brunssum tenía 28 121 habitantes en 2018.

## Localidades
- Brunssum
- Bouwberg
- De Kling o Onder-Merkelbeek
- Langeberg
- Rumpen
- Treebeek
- Kruisberg
- Haansberg

## Cuartel general de la OTAN
Brunssum es la sede del Mando de la Fuerza Conjunta Aliada de Brunssum (JFC Brunssum), un cuartel general de la OTAN situado un nivel por debajo del SHAPE en la estructura de mando militar integrada. Desde su creación en Fontainebleau (Francia) y su traslado a Brunssum en 1967, el cuartel general se conocía como Cuartel General de las Fuerzas Aliadas en Europa Central (HQ AFCENT). El nombre fue cambiado a Cuartel General Regional de las Fuerzas Aliadas del Norte de Europa (RHQ AFNORTH) cuando una reestructuración en 2000 llevó al cierre del HQ AFNORTH en Kolsås, Noruega. El nombre actual se adoptó en 2004 para añadir flexibilidad a la estructura de mando militar mediante la eliminación de las restricciones regionales. La base principal, Hendrik Camp, fue construida sobre una antigua mina de carbón llamada Hendrik Mine.
En Brunssum también se encuentra la Escuela Internacional AFNORTH, situada en las afueras de Hendrik Camp. La Escuela Internacional AFNORTH principalmente provee servicio al personal militar estadounidense, británico, canadiense y alemán asignado al JFC Brunssum, a la base del Ejército de los Estados Unidos en Schinnen (Países Bajos), a la base aérea de la OTAN en Geilenkirchen (Alemania), así como a la antigua base aérea de Soesterberg (Países Bajos).

## Entorno natural
Brunssummerheide es una reserva natural protegida con pendientes y muchos caminos para hacer senderismo y correr. Está dividida en dos por un arroyo llamado Roode Beek (Arroyo rojo).

## Deporte
Uno de los equipos de fútbol locales es el BSV Limburgia, antes conocido como SV Limburgia, que compite a nivel amateur. Como SV Limburgia, el club compitió en la Eredivisie (División de Honor) en varias ocasiones y terminó primero en 1950. Tras la introducción del fútbol profesional en Holanda en 1954, el SV Limburgia tuvo poco éxito y fue relegado al nivel más bajo del fútbol holandés, la Tweede Divisie (Segunda División).
En Brunssum cada año se celebra la carrera por carretera de diez kilómetros de Parelloop. Micah Kogo, de Kenia, ganó la carrera en 2009, batiendo el récord mundial de esa distancia.